# Croque monsieur

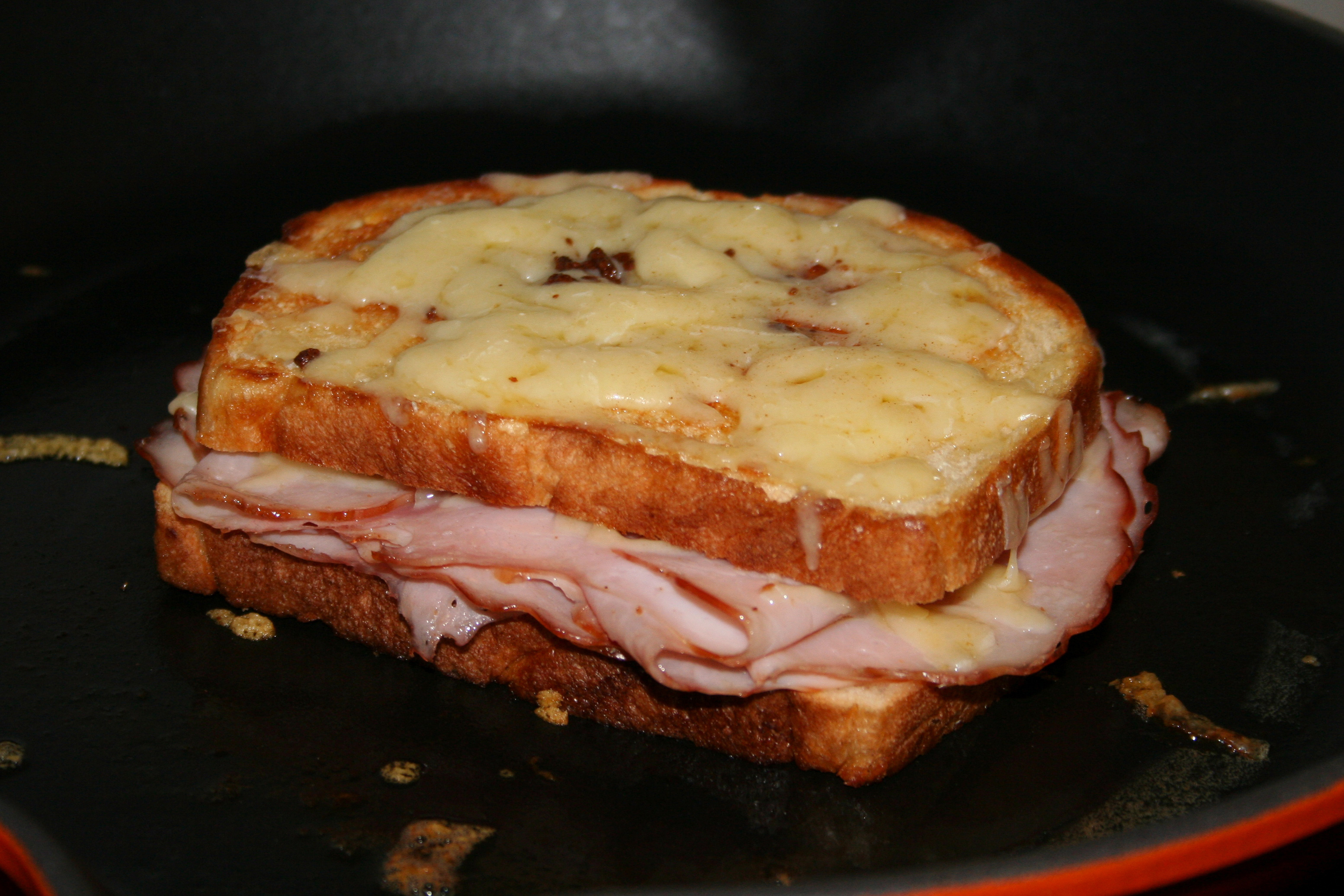
Croque monsieur

Croque monsieur är en varm dubbelsmörgås med skinka och ost (till exempel gruyère), som steks eller grillas. Ibland doppas brödet i vispat ägg före tillagningen. Croque monsieur har sitt ursprung i Frankrike som snabbmat på kaféer och barer. Enligt Larousse cuisine serverades den första i Paris 1910.
Det finns varianter där smörgåsen täcks av mornay- eller béchamelsås. Om man lägger ett stekt ägg ovanpå rätten kallas den croque madame.
Ursprunget till namnet är osäkert, men kommer från det franska verbet croquer ('knapra', 'mumsa'). Croque är även franskans ord för 'att steka'.